# Ramonville-Saint-Agne
Ramonville-Saint-Agne (or simply Ramonville) là một xã thuộc tỉnh Haute-Garonne trong vùng Occitanie tây nam nước Pháp. Xã này nằm ở khu vực có độ cao trung bình 162 mét trên mực nước biển.